# Traduzioni della Bibbia in italiano
Le traduzioni in italiano più antiche, manoscritte e parziali, risalgono al XIII secolo. Di seguito sono riportate solo alcune delle numerosissime edizioni a stampa.

## Traduzioni cattoliche pre-CEI (1471-1971)

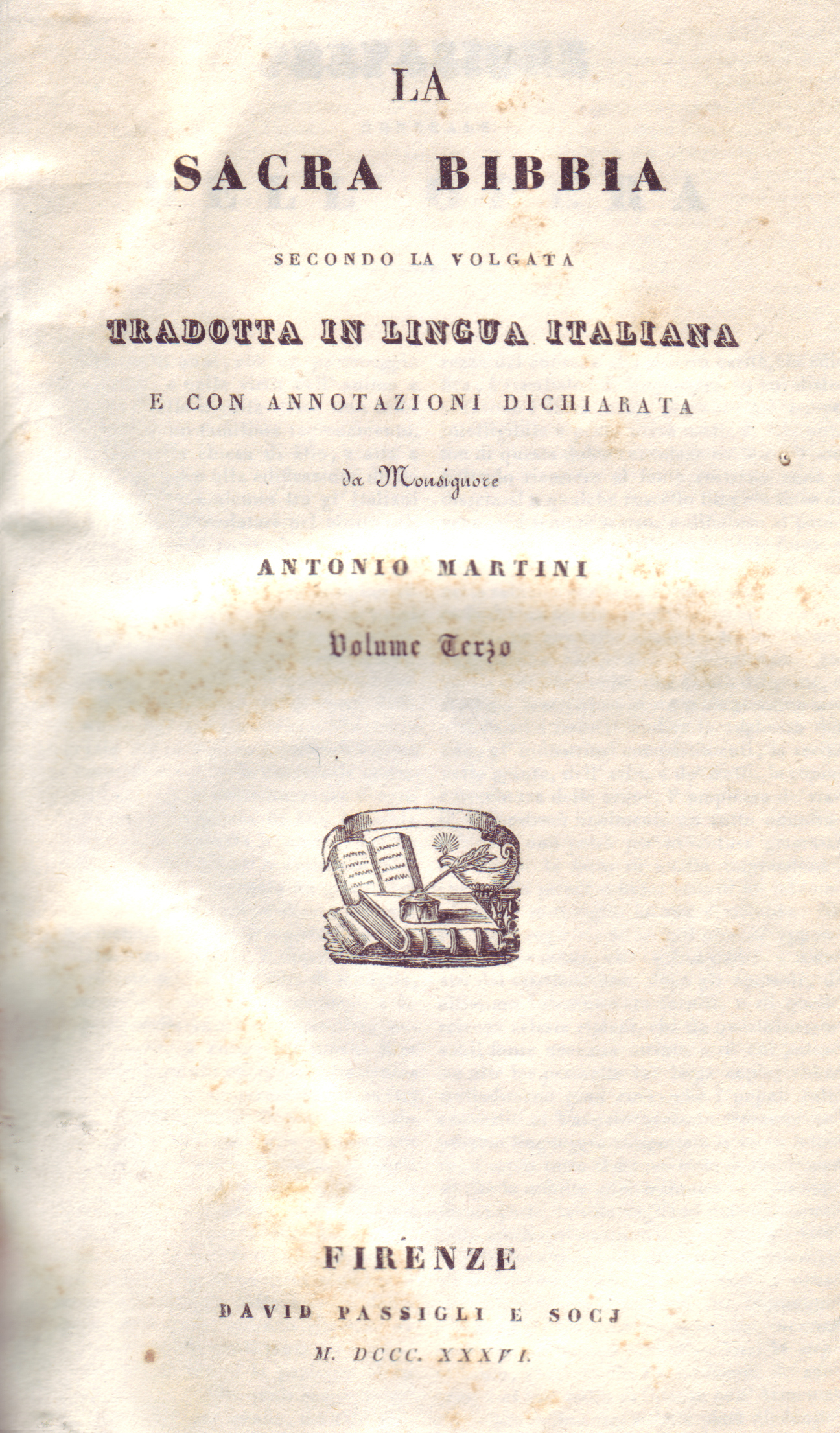
Frontespizio di un'edizione della Bibbia di Antonio Martini (1836).

Caratteristica comune di quasi tutte le versioni cattoliche della Bibbia precedenti il Concilio Vaticano II (1963-1965), italiane come straniere, è quella di basarsi sulla Vulgata in latino, codificata da San Gerolamo, piuttosto che sui testi più antichi ebraico-aramaici e greci.
- Bibbia Malermi [1] (Venezia, Vindelino da Spira, 1471), tradotta dalla Vulgata, a cura del monaco camaldolese Nicolò Malermi. È la prima traduzione italiana della Sacra Scrittura. Fu più volte ristampata negli anni successivi ed accolta con grande entusiasmo dal mondo cattolico italiano.

- Bibbia di Antonio Martini (Torino, Stamperia Reale), tradotta dalla Vulgata. Uscì dapprima il Nuovo Testamento in 6 volumi (1769-1771) e poi l'Antico Testamento in 17 volumi (1776-1781). Martini affiancò al testo italiano il testo della Bibbia latina[2]. Nelle edizioni successive fu corredata con ampie note teologiche e pastorali, arricchite con citazioni patristiche. Pio VII proibì alcune edizioni del Nuovo Testamento tradotto dal Martini con decreti recepiti in Appendice nell'Index librorum prohibitorum, edito nel 1820 con la data del 1819.[3][4]

- La Bibbia, del minorita Eusebio Tintori a cura della Pia Società San Paolo, Alba (Cuneo) 1931.

- La sacra Bibbia, Traduzione di Giuseppe Bonaccorsi, Giovanni Castoldi, Giovanni Giovannozzi, Giacomo Mezzacasa, Felice Ramorino, Giuseppe Ricciotti, G. M. Zampini, Introduzione e note di Giuseppe Ricciotti, 5 voll., Firenze, A. Salani, 1939-40.

Papa Pio XII con l'enciclica Divino Afflante Spiritu del 1943 caldeggiò la stesura di traduzioni bibliche dai testi originali. L'invito fu accolto da diversi studiosi cattolici italiani e dette il via a numerose traduzioni moderne.
- La sacra Bibbia, a cura del Pontificio Istituto Biblico, 9 volumi, Firenze 1958.

- La Bibbia, Edizioni Paoline, 1958 (1968).

- La Bibbia, a cura del gesuita Alberto Vaccari, 1958.

- La Bibbia, a cura di Fulvio Nardoni, 1960.

- La sacra Bibbia, Marietti editore 1947-1960. Coordinata da Salvatore Garofalo (1911-1998), professore di Sacra Scrittura presso la Pontificia Università Urbaniana. È corredata con amplissime note storico-esegetiche; è caratterizzata dal fatto di riportare fedelmente, oltre 6000 volte, il nome di Dio nella forma Jahve nelle Scritture Ebraiche.
- La Sacra Bibbia, tradotta dai testi originali dai professori di Sacra Scrittura O.F.M. diretti dal Rev. P. Bonaventura Mariani, Milano, Garzanti, 1964.

- La Sacra Bibbia, tradotta dai testi originali e commentata a cura di Enrico Galbiati, Angelo Penna e Piero Rossano, 3 voll., Torino, UTET, 1963 (19642).
- La Bibbia Concordata: 1968 Mondadori, curata da un gruppo eterogeneo di biblisti ebrei, cattolici, ortodossi e protestanti della Società Biblica Italiana, diretti da S. Cipriani.

## Traduzioni cristiane evangeliche
- Bibbia di Nicolas Jenson (1º ottobre 1471, Venezia), stampatore francese (di Tours) stabilito a Venezia[5]

- Bibbia di Antonio Brucioli, fiorentino: nel 1530 pubblicò il Nuovo Testamento e nel 1532 la Bibbia completa di tutti i libri secondo il comune canone cattolico e protestante. Stampata dal veneziano Lucantonio Giunti, fu in parte tradotta dall'originale ebraico; ebbe numerose edizioni. Fu messa all'Indice nel 1559. Fu riveduta da: 
  - Santi Marmochini (1538, Venezia);
  - Filippo Rustici, medico lucchese, rifugiato protestante in Francia e a Ginevra, stampata da Francesco Durone (1562, Ginevra);
  - Domenico Gigli (Nuovo Testamento, 1552, Venezia);
  - Fra' Zaccaria Fiorentini (Nuovo Testamento, 1542, Venezia);
  - Massimo Theofilo, originario di Firenze e monaco benedettino cassinese (Nuovo Testamento, 1551, Lione): anche quest'opera fu inclusa nell'Indice dei libri proibiti del 1559.

- Bibbia di Giovanni Diodati. Edita a Ginevra nel 1607, è la traduzione per eccellenza dei protestanti italiani. Questa versione della Bibbia è stata realizzata tenendo anche conto dei lavori di Teofilo e di Brucioli. Per l'Antico Testamento furono utilizzati i testi originali, per il Nuovo Testamento, invece, fu utilizzata l'imperfetta versione latina di Erasmo. Profondamente riveduta dallo stesso Diodati nella "seconda edizione migliorata ed accresciuta" del 1641, ha subito successive revisioni nel 1712, 1744, 1819, 1821, 1868 (Firenze, "Bibbia Guicciardini"). Dal punto di vista stilistico, la sua versione viene ritenuta uno dei capolavori della lingua italiana del ‘600[senza fonte]. Nel 1999 Mondadori ha pubblicato un'edizione a cura di M. Ranchetti e M. Ventura-Avanzinelli. Nel 2007, in occasione dei 400 anni della prima edizione della Bibbia Diodati, la Società Biblica Britannica e Forestiera ha edito una ristampa anastatica dell'edizione del 1641. La revisione del 1894 è ancora oggi pubblicata dalla Società Biblica Britannica e Forestiera.

- Il Nuovo Testamento e i Salmi di Oscar Cocorda, Torino, 1910. Il pastore Cocorda è stato insegnante di esegesi biblica e omiletica presso la scuola teologica della Chiesa Libera in Milano, è considerato il fondatore della Comunità Battista di Milano e suo primo pastore nonché punto di riferimento del Battismo in Italia. La sua versione parziale della Bibbia è usata e consultata da confessioni religiose non cattoliche.

- La Bibbia di Giovanni Luzzi, pastore valdese, edita in 12 volumi nel 1921-30, tradotta dai testi originali ebraici e greci e annotata.[6][7][8]
- La Nuova Diodati, Brindisi 1991, revisione 2003. Si tratta di un aggiornamento linguistico della versione di Giovanni Diodati. Persegue la maggior fedeltà possibile ai testi originali per quanto riguarda l'Antico Testamento, mettendo in corsivo le espressioni, parole, articoli e preposizioni non contenute in essi ma che risultano utili per la comprensione del testo. Per il Nuovo Testamento usa ancora la versione di Erasmo. Questa è la traduzione della Bibbia più utilizzata dal Primitivismo cristiano.

- La Nuova Riveduta, 1994, riedizioni 1997, 2002, 2006. L'opera appare in continuità con la Versione Riveduta da Giovanni Luzzi nel 1924 ed è stata realizzata dalla Società Biblica di Ginevra e pubblicata per la prima volta nel 1994. A questa revisione hanno partecipato Bruno Corsani, Bruno Costabel e Salvatore Rapisarda. La Versione Riveduta di Luzzi è a sua volta una revisione della traduzione di Giovanni Diodati del XVII secolo, che prosegue una serie di revisioni succedutesi nei secoli dopo la sua pubblicazione e integra i testi greci con quelli riscoperti tra la fine del XIX e gli inizi del XX secolo. Le nuove revisioni tengono via via conto delle acquisizioni più recenti di critica testuale. È una Bibbia diffusa nel mondo primitivista, protestante ed evangelico che rifacendosi al principio "Sola Scriptura" di Lutero, affermano di valorizzare al massimo il testo biblico in chiave modernista, ritenendolo l'unica fonte della parola di Dio. Questa traduzione, nello specifico, ha la particolarità di tenersi al passo con le evoluzioni della lingua italiana e con gli ultimi ritrovamenti archeologici (es. grotte di Qumran). Anche la Nuova Riveduta sostituisce il nome Divino tetragramma biblico YHWH, presente nei testi originali ebraici, con la parola SIGNORE. A differenza di altre traduzioni però, questo testo è scritto in carattere maiuscolo, permettendo al lettore attento di valutare il gran numero di volte che il tetragramma biblico è presente nel testo, e di distinguerlo (ovviamente solo nel caso di testo letto ma non ascoltato) dal termine «Signore» (non maiuscolo) che è la traduzione di un'altra parola ebraica 'adhonai.

- Bibbia della Riforma, pubblicata dalla Società Biblica Britannica e Forestiera e dalla Società Biblica in Italia, in collaborazione con le Chiese evangeliche italiane, per il 500º anniversario della Riforma Protestante. Questa nuova traduzione è caratterizzata da una rinnovata espressione della Parola ed è stato utilizzato un metodo corale perché ha coinvolto un gruppo di traduttori, consulenti e revisori scelti nel mondo degli evangelici italiani, per una traduzione fedele alla lettera dei testi biblici e in una lingua moderna.

## Traduzioni dei Testimoni di Geova
- Traduzione del Nuovo Mondo delle Sacre Scritture, 1967 (basata principalmente sulla versione inglese), riveduta nel 1987 e nel 2017. È la versione ufficiale dei Testimoni di Geova. Il testo ebraico si basa sul Codice di Leningrado B 19A nelle versioni della Biblia Hebraica di R. Kittel e della Biblia Hebraica Stuttgartensia. Il testo greco di base è The New Testament in the Original Greek, di Westcott e Hort (pubblicato originariamente nel 1881). Sono stati anche consultati i testi greci di Bover, Merk, UBS, Nestle-Aland e altri.

## Traduzioni ebraiche
- La sacra Bibbia, volgarizzata da Samuele Davide Luzzatto e continuatori, 4 voll., Rovigo, Minelli, 1871-75.

## Traduzione CEI (1971 e 2008)
La traduzione ufficiale della CEI (Conferenza Episcopale Italiana) fu iniziata nel 1965 con lo scopo di fornire una traduzione adatta alla liturgia cattolica italiana, secondo le indicazioni del Concilio Vaticano II. Data l'urgenza della richiesta non venne eseguita una nuova traduzione dai testi originali, ma fu deciso di operare una revisione della versione di Galbiati, Penna e Rossano (v. supra), abbastanza omogenea in quanto eseguita da tre soli traduttori. La bozza del testo fu visionata da poeti e letterati per migliorarne la leggibilità e la facilità di proclamazione.
Nel 1971 fu pubblicata la prima edizione, detta editio princeps, che mise subito in luce alcune sviste e piccoli difetti di stile più che veri e propri errori di traduzione, inevitabili in lavori di tale tipo. L'edizione del 1974 (editio minor) supplì a tali sporadiche mancanze e venne adottata nei lezionari e nel breviario della liturgia italiana.
Nel 1997 è stata presentata una revisione del solo Nuovo Testamento, che privilegia le lezioni dei testi originali greci, anche sulla base dei vari manoscritti ritrovati, e che ne migliora la coerenza interna, mirando a una maggiore uniformità nella resa dei singoli termini originali: inevitabilmente, soprattutto nei lavori a più mani, si hanno piccole discrepanze nelle traduzioni dei vari termini.
Nel giugno 2008 è stata pubblicata dalla Libreria editrice Vaticana la nuova edizione dell'intero testo biblico tradotto, mentre il 10 ottobre è stata messa in commercio l'edizione economica, con brevi note, coedita da CEI e Uelci. "La nuova versione contiene circa centomila differenze rispetto al vecchio testo".
Nel 2009 esce la Bibbia San Paolo, con lo stesso testo tradotto della Bibbia CEI 2008, in vari volumi.

## Traduzioni commerciali contemporanee
Tra le traduzioni recenti, che a differenza di molte delle precedenti sono fatte quasi sempre sui "testi originali" vanno segnalate:
- La Bibbia. Nuovissima versione dai testi originali, delle Edizioni San Paolo. In origine si trattava di 46 singole traduzioni pubblicate tra il 1967 e il 1980, con ampie e numerose note, a cura di Pasquero Fedele che ha coordinato un gruppo di biblisti, tra cui Carlo Maria Martini, Gianfranco Ravasi, Giuseppe Segalla, Ugo Vanni. Nel 1987 le traduzioni sono state raccolte in un volume unico con note essenziali. Nel 1991 ne è uscita una versione in quattro volumi, con le note integrali. Il testo tendenzialmente ricalca con fedeltà i testi originali, riproponendone espressioni e modi di dire che possono suonare come aspri all'orecchio italiano. La diffusione di tale versione in tutte le numerose pubblicazioni della Edizioni Paoline può creare qualche perplessità tra il pubblico, specialmente quello giovanile, che si trova davanti ad un testo validissimo ma diverso da quello canonico della CEI.
- La Bibbia Concordata, traduzione interconfessionale da parte di un gruppo di studiosi cattolici, ebrei, protestanti e ortodossi. Pubblicata nei Meridiani Mondadori nel 1968
- La Sacra Bibbia, Antico e Nuovo Testamento; traduzione, introduzione e note di Luigi Moraldi, illustrata da Salvador Dalì, Rizzoli editore, Milano 1973. Imprimatur del 26 luglio 1973, dall'Arcidiocesi di Milano. Si caratterizza per il fatto che il Tetragramma è tradotto con "Jahveh" anziché con "Signore".
- Bibbia TILC (La Parola del Signore. Traduzione interconfessionale in lingua corrente, TILC[12]), 1976 NT, 1985 intera Bibbia, con revisione NT 2001, edita LDC-ABU. Nel settembre del 2014 venne completata anche la revisione dell'AT. L'intera nuova edizione della Bibbia fu presentata anche a Papa Francesco. È frutto di un lavoro di collaborazione interconfessionale tra cattolici e protestanti. Il linguaggio è caratterizzato, mantenendosi fedele al testo originario, da immediatezza e facilità di comprensione per tutti, utile soprattutto per la lettura scorrevole e nella pastorale con bambini e ragazzi.
- I libri di Dio, Oscar Mondadori, 2000. Divisa in sei volumi, è caratterizzata dall'assenza di note al testo, alla quale però si contrappone la presenza di ampi apparati introduttivi e brevi introduzioni esplicative ai vari brani. È opera di un gruppo di giovani docenti e ricercatori di varie università pontificie, che ha tradotto in un italiano moderno i testi originali.
- Nuova versione dai testi antichi, Edizioni San Paolo, 2010-in corso. I singoli libri biblici sono pubblicati con testo in lingua originale, nuova traduzione a fronte e un ampio commento su più livelli, in primo luogo filologico e poi esegetico-teologico, con un'appendice che tratta dell'uso che viene fatto dei tali libri nella liturgia cattolica. La serie è diretta da Giacomo Pergo, Massimo Grilli e Filippo Serafini. Ne sono usciti 53 volumi per un totale di 67 libri biblici, nel 2021 ne è stato pubblicato l'intero NT con note ridotte. Nell'AT il Tetragramma è reso con YHWH. Per l'Antico Testamento si segue l'ordine del canone ebraico.
- Nuovo Testamento, una lettura ebraica, a cura di Marco Cassuto Morselli e Gabriella Maestri, Castelvecchi, 2021, uscita in tre volumi, è la prima traduzione ebraico-cristiana del Nuovo Testamento. Presenta un ampio commento teso a mostrare l'ebraicità dei testi, e una traduzione che si caratterizza per l'uso di termini ebraici, come Eloqim in luogo di Dio, e per la trascrizione dei nomi di persona in lingua originale, come Yeshua, Mattityahu, Yehudah, Shimon.
- Bibbia, I millenni, Einaudi, 2021. A cura di Mario Cucca, Federico Giuntoli e Ludwig Monti, la traduzione è fatta da un'équipe di tredici biblisti coordinati da Enzo Bianchi, in un'ottica assolutamente aconfessionale; per l'Antico Testamento segue l'ordine del canone ebraico, in luogo di a.C.- d.C. si usa la terminologia aev-ev, il Tetragramma è reso in italiano con SIGNORE.

## Traduzioni interlineari
Le traduzioni interlineari non costituiscono propriamente traduzioni, bensì aiuti alla traduzione. Di quasi nessuna utilità per il grande pubblico, sono particolarmente vantaggiose in fase di studio delle lingue bibliche e per l'approfondimento o ricerche particolari di coloro che non hanno una padronanza completa di quelle lingue.
- Il gesuita Gaetano Savoca ha curato la traduzione a più mani dei testi dei Salmi (1983) e di Genesi (1995). Il testo è privo di qualunque strumento (passi paralleli, note, varianti dei manoscritti). La traduzione proposta è univoca, non lasciando trasparire eventuali varianti di lettura ammesse dall'ebraico. Entrambi i lavori non hanno una grafica particolarmente accattivante.

- È molto diffusa l'edizione interlineare del NT della San Paolo del 1998. Contiene il testo greco del Greek New Testament del 1993, quello latino della Vulgata Clementina, quello italiano della Nuovissima versione, e una traduzione interlineare del sacerdote modenese Alberto Bigarelli. Il testo, tuttavia, non è perfettamente a calco, concedendo talvolta troppo alla semantica e alla sintassi italiana, e non rende le varie possibilità che un termine greco può significare (per esempio il gioco di parole implicato nell'anothen di Gesù a Nicodemo in Gv 3,3, che può essere reso sia con ‘dall'alto' che con ‘di nuovo’, viene reso unicamente nella prima possibilità, tralasciando la seconda).

- La collana Bibbia Ebraica Interlineare, San Paolo, è edita a partire dal 2001. Finora sono stati pubblicati i primi 21 libri. A cura di Piergiorgio Beretta, contiene il testo ebraico della Biblia Hebraica Stuttgartensia, con traduzione interlineare di Cristiana Doveri OCD e di Mauro Biglino (i 12 Profeti Minori e i 5 Meghillot); il testo greco dei Settanta, ed. Alfred Rahlfs; il testo latino della Vulgata Clementina; il testo italiano della Nuovissima versione. Note e strumenti particolarmente ricchi fanno da cornice a una traduzione interlineare che ha suscitato ‘perplessità’ in studiosi come monsignor Gianfranco Ravasi[13].

- La collana Bibbia TINTI (Traduzione INTerlineare Italiana), EDB, 30 volumi pubblicati tra 2001 e 2014. A cura di Roberto Reggi. Riporta il testo biblico originale (ebraico, aramaico, greco) della Biblia Hebraica Stuttgartensia o dell'Edizione Rahlfs della Septuaginta per i deuterocanonici con traduzione interlineare, realizzata sulla base di diversi strumenti e versioni (CEI, Diodati, Garofalo, TOB). È accompagnata dalla versione italiana della Bibbia CEI a piè di pagina, essenziali passi paralleli, varianti di lettura dei manoscritti, varianti delle versioni antiche (Siriaca, Settanta, Vulgata) o suggerite dal testo originale.

- Bibbia quadriforme. Ampliamento della Bibbia TINTI, EDB, a cura di Roberto Reggi et al., in 19 volumi; contiene in doppia facciata l'intero testo ebraico veterotestamentario con: testo Masoretico ebraico con traduzione interlineare; traduzione italiana CEI 2008; testo greco dei LXX con interlineare; versione latina della Nova Vulgata.

- La Sacra Bibbia del pastore battista Armando Vianello, 2008 cinque volumi. Versione interlineare - letterale. Quattro volumi per le Scritture Ebraiche (Antico Testamento) scritti in ebraico con relativa traduzione riga per riga in italiano. Quinto volume delle Scritture greco-cristiane (Nuovo Testamento) scritta in greco con relativa traduzione riga per riga in italiano. Progetto editoriale di Antonio Arrigucci. Edita da Azzurra7 Editrice a partire dal 2012.

- Il Buon messaggio seguendo Matteo, a cura del grecista Enzo Mandruzzato, 2013. Versione interlineare del Vangelo secondo Matteo. A sinistra del volume il testo greco koinè (κοινὴ διάλεκτος "lingua comune", κοινὴ ἑλληνική "[lingua] greca comune"), a destra il testo in italiano. Una traduzione di «come fu letto il vangelo di Matteo dagli "hoi exo" - "quelli di fuori"». Edizioni Lindau, Torino.

## Confronto
La tabella fornisce un esempio del linguaggio usato da tre diverse traduzioni della Bibbia in tre periodi diversi (1607, 1771 e 2008) per tradurre lo stesso passo evangelico (Giovanni 3:16), e la traduzione dello stesso passo fatto da quattro traduzioni "moderne":
| Traduzione                              | Giovanni 3:16 |
| --------------------------------------- | --- |
| Diodati (1607)                          | Percioché Iddio ha tanto amato il mondo, che ha dato il suo unigenito Figliuolo, accioché chiunque crede in lui, non perisca, ma habbia vita eterna.    |
| Martini (1781)                          | Imperocché Dio ha talmente amato il mondo, che ha dato il Figliuolo suo unigenito, affinché chiunque in lui crede, non perisca; ma abbia la vita eterna |
| CEI (2008)                              | Dio infatti ha tanto amato il mondo da dare il Figlio unigenito, perché chiunque crede in lui non vada perduto, ma abbia la vita eterna                 |
| Parola del Signore - Interconfessionale | Dio ha tanto amato il mondo da dare il suo unico Figlio perché chi crede in lui non muoia ma abbia vita eterna                                          |
| Nuova Riveduta                          | Perché Dio ha tanto amato il mondo, che ha dato il suo unigenito Figlio, affinché chiunque crede in lui non perisca, ma abbia vita eterna               |
| Nuova Riveduta (2001)                   | Perché Dio ha tanto amato il mondo, che ha dato il suo unigenito Figlio, affinché chiunque crede in lui non perisca, ma abbia vita eterna               |
| Traduzione del Nuovo Mondo (2017)       | Infatti Dio ha tanto amato il mondo che ha dato il suo Figlio unigenito, affinché chiunque esercita fede in lui non sia distrutto ma abbia vita eterna  |